# Noctilien

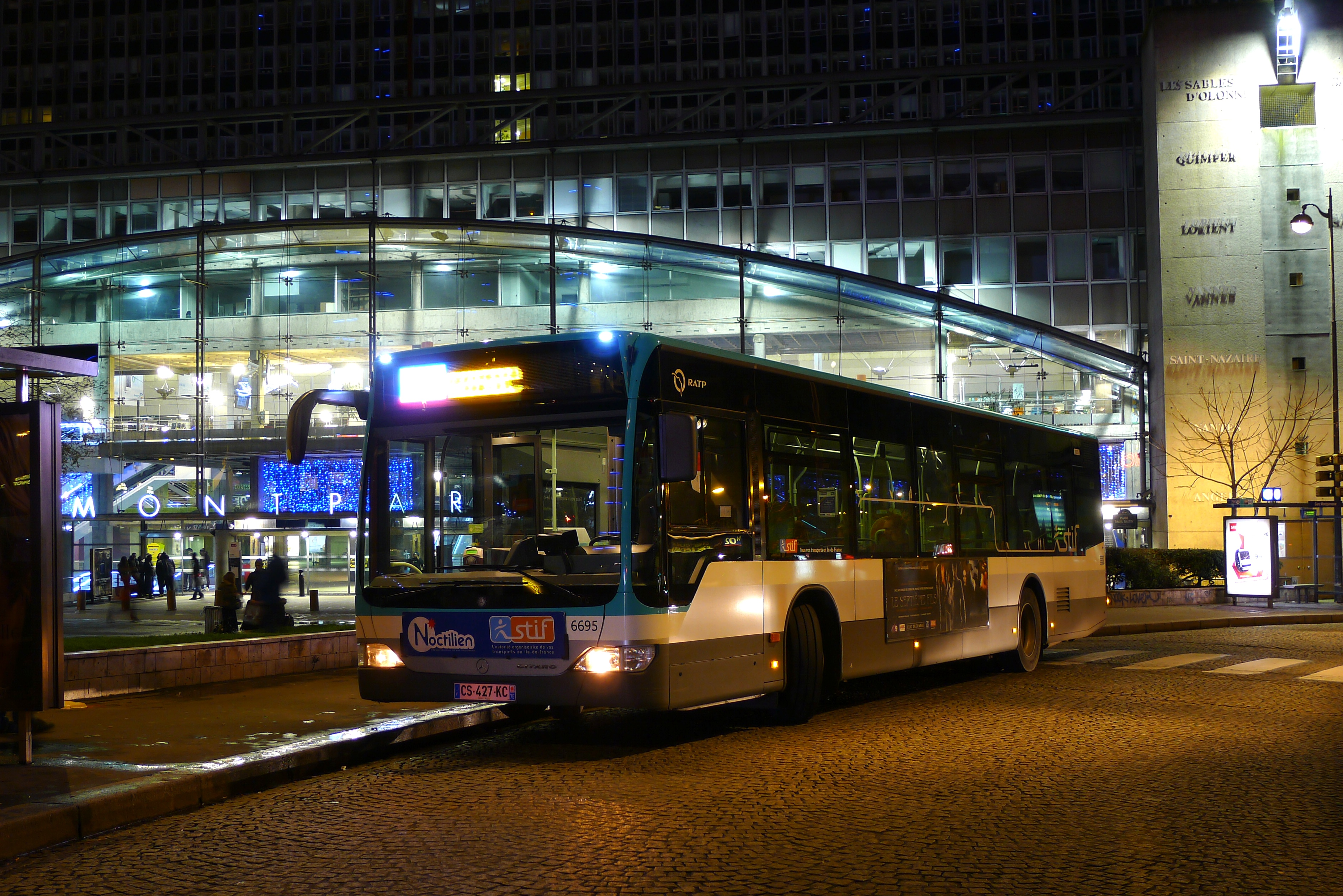
Um Noctilien em ação

Noctilien é o serviço de ônibus noturno na região de Île-de-France, na França, que inclui Paris, e a sua aglomeração. O serviço é gerido pelo Sindicato dos transportes de Île-de-France (STIF) e operado pela RATP e pela SNCF. O nome "Noctilien" é formada pela contração da palavra francesa Nocturne , que significa noturno, com a palavra Francilien, que é como se chama em francês o habitante da região de Ìle-de -France. O serviço entrou em vigor no ano de 2005, como fusão dos sistemas noturnos da RATP (Noctambus) e da SNCF (Bus de Nuit) .

## Sistema

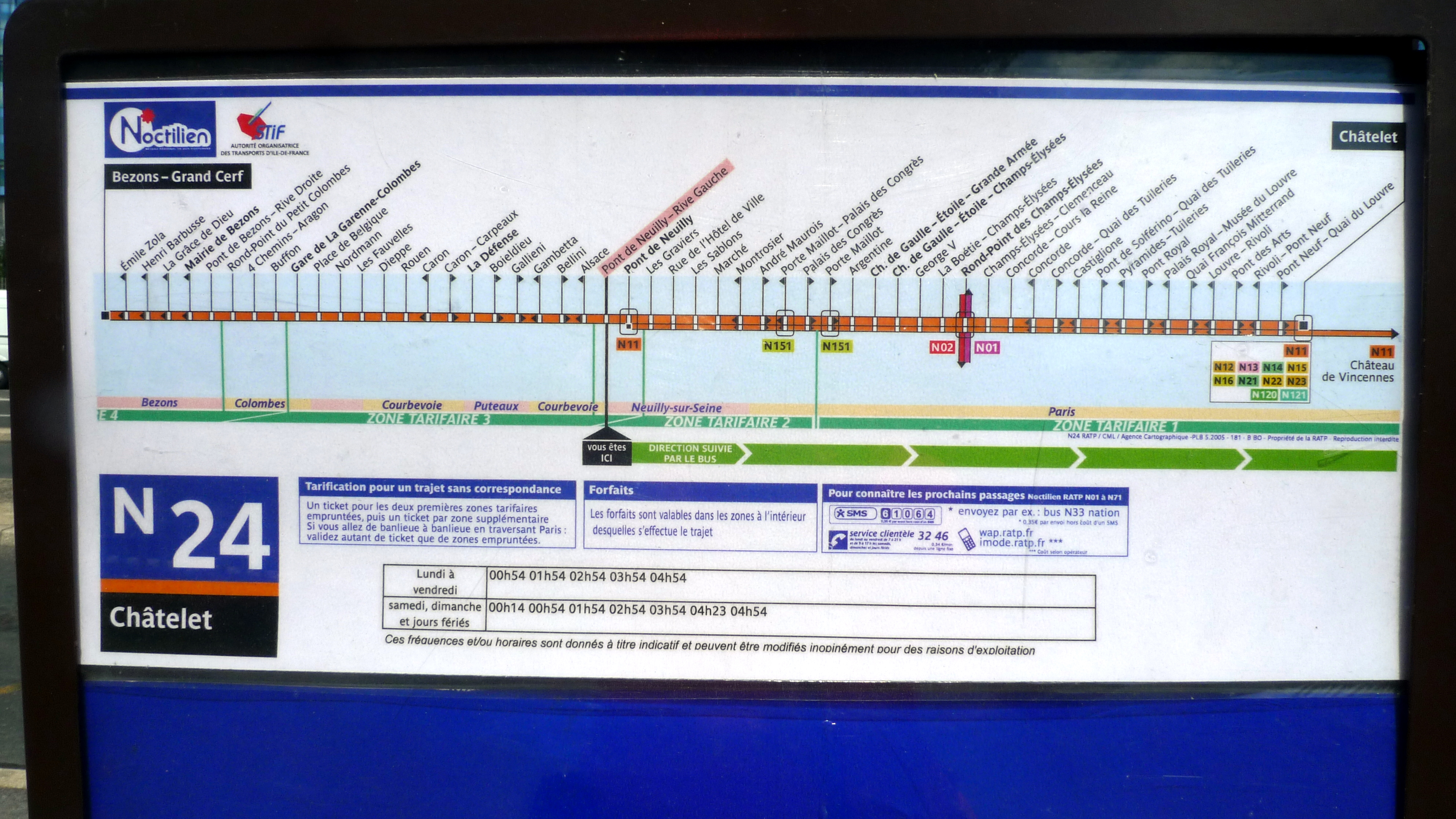
Placa em uma parada de ônibus indicando o trajeto da linha em questão

O sistema Noctilien posui um total de 48 linhas de ônibus que circulam entre 00:30 - 05:30 h pela região metropolitana de Paris, incluindo as periferias próximas e longínquas. Estas linhas são utilizadas por pessoas não motorizadas (sobretudo trabalhadores do turno da noite e frequentadores de atividades de lazer noturno), que não podem dispor dos serviços de metrô, ônibus regulares e Tramway, que deixam de funcionar a partir deste horário. Cada dia o sistema acolhe em média 19.000 viajantes em meio de semana, e 31.000 nos finais de semana, com pico de 40.000 em noites festivas como na "festa da música" e nas celebrações de ano novo. Cerca de 60% dos usuários utilizam o sistema por necessidade profissional, sendo que 71 % dos passageiros o utilizam todas as noites.

## Linhas
As linhas com um número de 2 dígitos são exploradas pela RATP, servindo Paris e as áreas urbanas mais próximas. As linhas com um número de 3 dígitos são exploradas pela SNCF (exceto os N122 e N153) e cobrem maiores distâncias, com serviços diretos ou semidiretos até áreas metropolitanas mais longínquas.
| |
| Linhas circulares dentro da cidade de Paris, ligando todas as principais estações ferroviárias da cidade : - N01 : No sentido horário - N02 : No sentido anti-horário |
| Linhas que cortam transversalmente a cidade (via Châtelet) em seu sentido transversal, com terminais à leste e à oeste, em áreas de perfiferia imediata. : - N11 : Pont de Neuilly ↔ Château de Vincennes - N12 : Romainville - Carnot ↔ Pont de Sèvres - N13 : Bobigny - Pablo Picasso ↔ Mairie d'Issy - N14 : Bourg-la-Reine RER ↔ Mairie de Saint-Ouen - N15 : Villejuif Louis Aragon ↔ Asnières - Gennevilliers - Gabriel Péri - N16 : Pont de Levallois ↔ Mairie de Montreuil |
| Linhas partindo do Châtelet : - N21 : Châtelet ↔ Chilly-Mazarin RER - N22 : Châtelet ↔ Juvisy RER - N23 : Châtelet ↔ Chelles—Gournay RER - N24 : Châtelet ↔ Bezons Grand Cerf |
| Linhas partindo das grandes estações ferroviárias de Paris : - N31 : Gare de Lyon ↔ Aéroport d'Orly - Terminal Sul - N32 : Gare de Lyon ↔ Boissy-Saint-Léger RER - N33 : Gare de Lyon ↔ Villiers-sur-Marne RER - N34 : Gare de Lyon ↔ Torcy RER - N35 : Gare de Lyon ↔ Nogent - Le Perreux RER - N41 : Gare de l'Est ↔ Villeparisis – Mitry-le-Neuf RER - N42 : Gare de l'Est ↔ Aulnay-sous-Bois - Garonor - N43 : Gare de l'Est ↔ Gare de Sarcelles - Saint-Brice - N44 : Gare de l'Est ↔ Pierrefitte Stains RER - N51 : Gare Saint-Lazare ↔ Gare d'Enghien-les-Bains - N52 : Gare Saint-Lazare ↔ Argenteuil RER - N53 : Gare Saint-Lazare ↔ Nanterre - Université RER - N61 : Gare Montparnasse ↔ Vélizy-Villacoublay - Hôtel de ville - N62 : Gare Montparnasse ↔ Robinson RER - N63 : Gare Montparnasse ↔ Massy - Palaiseau RER - N66 : Gare Montparnasse ↔ Vélizy-Villacoublay - Robert Wagner |
| Linhas exploradas pela SNCF (para regiões mais distantes de Île-de-France) : - N120 : Roissy CDG ↔ Corbeil Essonnes RER (via Paris) - N121 : Roissy CDG ↔ Gare de la Verrière (via Paris) - N130 : Gare de Lyon ↔ Torcy RER - N131 : Gare de Lyon ↔ Brétigny RER - N132 : Gare de Lyon ↔ Melun RER - N140 : Gare de l'Est ↔ Roissy CDG - N150 : Gare Saint-Lazare ↔ Cergy-Le-Haut RER - N151 : Gare Saint-Lazare ↔ Gare de Mantes-la-Jolie |